# Kungrad
Kungrad (Uzbek: Qo‘ng‘irot / Қўнғирот; Karakalpak: Qon‘ırat / Қоңырат; Rus: Кунград), fins al 1969 anomenada Jeleznodorojni (rus: Железнодорожный) és una ciutat de la república autònoma de Karakalpakistan, a l'Uzbekistan, a la riba esquerra de l'Amudarià. Agafa el seu nom de la tribu Kungrat (vegeu Kungrats)
La població estimada el 1970 era d'11.000 habitants.

## Història
El 1858 un vaixell de guerra rus va remuntar el delta de l'Oxus i es va acostar a Kungrad. Després, el 1873, fou base d'operacions del general Kaufmann contra el kanat de Khivà; tot seguit fou el punt de concentració de les unitats navals de la mar d'Aral i de les tropes procedents d'Orenburg i de Manghislak.